# Nowy Dwór (Łódź)
Pour les articles homonymes, voir Nowy Dwór.
Nowy Dwór est une localité polonaise de la gmina de Nowy Kawęczyn, située dans le powiat de Skierniewice en voïvodie de Łódź.